# Räkna de lyckliga stunderna blott
Räkna de lyckliga stunderna blott è un film del 1944 diretto da Rune Carlsten. La sceneggiatura, firmata da Arne Mattsson, si basa su Una vedova, racconto del 1882 di Guy de Maupassant.

## Produzione
Il film fu prodotto dalla Film AB Lux.